# Sønder Allé
Sønder Allé i Aarhus går fra Rådhuspladsen til krydset ved Spanien og Dynkarken. Sønder Allé var oprindelig en del af "Vejen bag om byen", som var en spadsersti langs byens hegn. Sønder Allé fungerede som en slags promenadesti for byens beboere, der kunne komme ud af byens indelukkede gader. Langs stien blev der i 1820 plantet træer af borgmester Hans Alstrup Fleischer og Julius Høegh-Guldberg. Det er efter denne allé af træer Sønder Allé har fået sit navn. Stien vedblev med at være spadsersti igennem mange år. Det var først i 1850’erne udstykningen af jorden begyndte.
Den første bebyggelse der begyndte ved Sønder Allé var i 1854, da købmand Henrik Schandorff udstykkede en del af sin grund, til det der blev Søndergade. Schandorff ville lave vejene, men dem der købte grunde skulle selv bygge. En af de første der købte en grund af Schandorff var Søren Frich, som skulle bruge en stor grund til sin maskinfabrik. Med tiden blev der mere byggeri på Søndergade.

## Bygninger på Sønder Allé
Den første bebyggelse på Sønder Allé begyndte kort efter 1851. Før dette var Sønder Allé meget sparsomt bebygget, der lå dog enkelte huse. Et eksempel på dette kan være købmand Hans Jensen Buchtrups købmandsgård fra 1723 som lå på hjørnet af Sønder Alle og Frederiksgade. Den kan i dag ses i Den Gamle By. Det var på grund af tolden, accisen, at det var nødvendigt med plankeværk og byporte før i tiden. Efter 1851 blev byportene og plankeværket rundt om byen dog revet ned, hvilket gjorde det muligt for en udvidelse af byen til steder, som tidligere ikke havde været bebygget, herunder Sønder Allé.
Der har gennem tiden været mange forskellige forretninger på Sønder Allé. Specielt da Søndergade blev en del af byens strøg kom der mange forretninger til Sønder Alle. Et eksempel er Raadhuus Kaféen, som er ét af Aarhus ældste spisesteder. Det ligger på hjørnet af Sønder Allé og Hans Hartvig Seedorffs Stræde, og blev oprettet i 1924 under navnet Park Alleens Vinstue.